# Cadence Industries
Cadence Industries Corporation (anciennement Perfect Film and Chemical Corporation) était un conglomérat américain créé en 1962 par Martin S. Ackerman comme un groupe de produits chimiques et pharmaceutique. Il s'est diversifié et est surtout connu pour avoir été de 1968 à 1986 la société mère de l'éditeur Marvel Comics.

## L'histoire

### Perfect Film Chemical
La société Perfect Film & Chemical Corporation (aussi nommé Perfect Film) est créé en 1962 par Martin "Marty" S. Ackerman en regroupant ses quatre premières entreprises:
- La United Whelan Corporation (en) une société de cigares et de magasins de proximité
- la Hudson National, une entreprise postale de produits pharmaceutiques[2]
- Equality Plastics, un grossiste de produits de consommation[3]
- Perfect Film, une chaîne de drugstores Whelan et le Pathé Films Labs[1]

Au début de 1968, le Perfect Film achète la maison d'édition Popular Library (en), spécialisée dans le livre de poche. En 1968, Perfect Film accorde un prêt de 5 millions à Curtis Publishing Company (en), éditeur du journal Saturday Evening Post, à la demande du principal actionnaire, la First National Bank of Boston. En juin et en juillet 1968, Perfect Film émet US$40 millions de dollars de titres, ce qui représente plus du double de la dette à long terme de la société. À l'automne, il achète l'éditeur Magazine Management à son propriétaire Martin Goodman, société qui est entre autres la maison mère de Marvel Comics. Aussi en 1968, Perfect Film achète les studios de télévision Desilu Studios.
En mars 1969, Perfect Film et la Commonwealth United Corporation tentent une fusion des activités de Commonwealth et Plume and Atwood. Malgré les tentatives de relancer les ventes du The Saturday Evening Post, et à cause de l'absence d'un acheteur, Curtis Publishing stoppe la publication en 1969. Perfect Film achète la société Curtis Circulation Company à Curtis Publishing en 1969. Aussi, en 1969, Perfect Film revend les Desilu Studios à OSF Industries. Marty Ackerman quitte la société Perfect Film en 1969. Le Saturday Evening Post est relancé en 1971 par un industriel d'Indianapolis indépendamment de la société Curtis Publishing.
En 1970, Perfect Film revend l'éditeur Popular Library à Fawcett Publications. En juillet 1970, Perfect Film accepte de vendre sa participation de 50.5% dans Panache Atwood Industries à Cinerama.

### Cadence Industries
En 1973, sous la présidence et direction de Sheldon Feinberg, la société est renommée Cadence Industries tandis que sa division presse est rebaptisée Marvel Comics Group
En 1981, Marvel achète le studio d'animation DePatie-Freleng Enterprises à Friz Freleng, le célèbre réalisateur des Looney Tunes et son associé David H. DePatie. La société est renommée Marvel Productions. La même année, la filiale Hudson Pharmaceutical Corporaton contracte la société publicitaire Venet Adverstising pour vendre des produits Hudson Vitamins producteur des vitamines Spider-Man vitamines à croquer.
En 1986, Cadence Industries est liquidée et revendue en plusieurs parties. Marvel Entertainment Group est racheté par New World Pictures et Curtis Circulation est vendu à Joseph M. Walsh et Hachette Distribution Services.

## Organisation
- Curtis Publishing Company (contrôle) (1968-1969)
  - Curtis Circulation Company (1968-1986)[1]
- Data Systems for Health[15]
- Hudson Pharmaceutical Corporation
  - Hudson Vitamines[13]
- Marvel Entertainment Group (1986)
  - Magazine Management (1968-1973)/Marvel Comics Group (1973-1986)
    - Marvel Comics[2]

  - Marvel Productions[16]
- Perfect Subscription Companes Entreprises[15]
- Plume and Atwood[5]
- Popular Library (1968-1970)[3]
- US Pencil and Stationery Corporation[15]